# Club Atlético Argentino (Quilmes)
Il Club Atlético Argentino è una società calcistica argentina di Quilmes, fondata il 1º dicembre 1899.

## Storia
La società venne fondata a Quilmes nel 1899; i fondatori erano giocatori dalla squadra El Relámpago e studenti del Colegio Nacional de Buenos Aires. Il club debuttò in massima serie nazionale durante la Copa Campeonato 1906, terminando al quarto posto nel gruppo B. Nel 1907 chiuse all'ottavo posto, mentre nel campionato 1908 migliorò fino a raggiungere la terza posizione. Nel 1909 si salvò dalla retrocessione grazie ai due punti di vantaggio sul Reformer; non riuscì a evitare, però, di essere declassato al termine della Copa Campeonato 1910. Con la creazione della Federación Argentina de Football, l'Argentino ebbe la possibilità di tornare in massima serie; partecipò quindi alla Primera División 1912. Dopo il terzo posto in Primera División 1913, fu esclusa dalla FAF dopo 7 gare del torneo del 1914; nello stesso anno alcuni membri del club passarono all'Hispano Argentino. Una volta riunitesi le due federazioni calcistiche allora esistenti, prese parte alla Copa Campeonato 1915, finendo 11º su 25; raggiunse la medesima posizione nella Copa Campeonato 1916, questa volta su 22 squadre. Nel torneo del 1917 chiuse al 18º posto, evitando la retrocessione per 4 punti. Nel campionato 1918 terminò il torneo in ultima posizione, con 7 punti ottenuti in 19 incontri, e andò in seconda divisione. Tornò in massima serie nella stagione 1923; nel 1924 ottenne il 12º piazzamento. Nel 1927 AAF e AAm si riunirono, e l'Argentino prese parte alla Primera División organizzata dalla AAAF, terminando al 13º posto. Con l'istituzione del professionismo, avvenuta nel 1931 a opera della Liga Argentina de Football, l'Argentino decise di rimanere nel calcio dilettantistico, iscrivendosi alla Copa Campeonato 1931. Rimase nei tornei amatoriali fino al 1934; dall'anno seguente si disputarono solo competizioni professionistiche, e l'Argentino dovette entrare nella AFA. Tornò in Primera División in una sola occasione, nel 1939, chiudendo al 18º e ultimo posto, con 0 vittorie, 4 pareggi e 30 sconfitte, con 148 gol subiti. Da quell'anno gioca nelle serie minori.

## Palmarès

### Competizioni nazionali
- Primera B Metropolitana: 1

1938
- Primera Amateur: 1

1945
- Primera C Metropolitana: 2

1988-1989, 2018-2019
- Primera D: 1

2012-2013

### Altri piazzamenti
- Campionato argentino:

Terzo posto: 1908, 1913 (FAF)